# Luisa Stefani
Pour les articles homonymes, voir Stefani.
Luisa Stefani, née le 9 août 1997, est une joueuse de tennis brésilienne professionnelle depuis 2018.
À ce jour, elle a remporté onze titres en double dames sur le circuit WTA. Elle a aussi remporté la médaille de bronze en double aux Jeux olympiques de Tokyo avec Laura Pigossi et le titre  en double mixte à l'Open d'Australie 2023 avec Rafael Matos.

## Carrière
Luisa Stefani a obtenu un diplôme en publicité à l'université Pepperdine.
Elle fait partie de l'équipe du Brésil de Fed Cup depuis 2017.

### 2019
En 2019, elle atteint sa première finale en double dames sur le circuit WTA à Séoul puis remporte son premier titre à Tachkent avec Hayley Carter.

### 2021
En 2021, elle est sélectionnée en double aux Jeux olympiques de Tokyo avec Laura Pigossi. Elles se distinguent en atteignant les demi-finales après des victoires sur les paires canadiennes, tchèques et américaines. Battues par les Suissesses Belinda Bencic et Viktorija Golubic, elles décrochent la médaille de bronze écartant les Russes Veronika Kudermetova et Elena Vesnina après avoir sauvé quatre balles de match consécutives dans le super tie-break.
Après les Jeux olympiques, jouant avec Gabriela Dabrowski, elle devient vice-championne de la WTA 250 San José, se hissant à la 22e place mondiale. Lors du tournoi suivant, le WTA 1000 à Montréal, ils ont remporté le titre en battant le duo no 1 du tournoi, Mertens/Sabalenka, en quart de finale, le solide duo Kudermetova/Rybakina en demi-finale et le duo tête de série n°6. la finale, toutes en deux sets, garantissant ainsi le premier top 20 de l'histoire du tennis féminin en double au Brésil, et le premier titre WTA 1000 de Stefani. L'ascension fulgurante de Stefani s'est poursuivie au WTA 1000 de Cincinnati la semaine suivante, où elle et Dabrowski ont terminé deuxièmes. Avec cela, Stefani atteint la position de no 17 mondial,,,,.
Stefani a atteint le sommet de sa carrière à l'US Open 2021. Elle a atteint une demi-finale du Grand Chelem pour la première fois, étant également la première demi-finale de l'US Open de Dabrowski. Elle a été la première Brésilienne à aller aussi loin dans un Grand Chelem en double féminin depuis Maria Bueno, en 1968. Cependant, lors du tie-break du 1er set de la demi-finale, Stefani a mal marché, se tordant la jambe et tombant avec une douleur intense sur le tribunal. Elle a dû abandonner le match en fauteuil roulant. Par la suite, une déchirure au ligament du genou a été détectée, obligeant Stefani à quitter le circuit de tennis pour le reste de 2021. Avec la demi-finale, Stefani a atteint son meilleur classement en carrière, la position de no 12, la Chilienne Alexa Guarachi. Si elle avait gagné le tournoi, elle serait entrée dans le top dix. Le 27 septembre à Chicago, aux États-Unis, Luisa a subi avec succès une opération au genou pour l'aider à se remettre de sa blessure. En novembre, il est retourné à São Paulo pour sa convalescence. En novembre 2021, Luisa a atteint, même sans jouer pendant quelques semaines en raison d'une blessure au genou, la 9e place du classement WTA en double, devenant ainsi la 6e joueuse de tennis brésilienne de l'histoire à figurer parmi les 10 meilleures joueuses de tennis au monde dans ce classement, si vous rejoignez Maria Bueno, qui l'a fait avant l'ère ouverte, Carlos Kirmayr, Gustavo Kuerten, Bruno Soares et Marcelo Melo,,,,,,,,,,,,,.

### 2022
Après une longue convalescence, Luisa Stefani annonce qu'elle reviendrait jouer à la WTA de Tokyo en septembre 2022, avec la Japonaise Ena Shibahara comme partenaire. Avant, elle s'entraînait aux États-Unis. Lors du Grand Chelem, lors de ses retrouvailles avec Dabrowski, les deux ont décidé de jouer ensemble à l'Open de Chennai, une semaine avant Tokyo. Stefani a été championne à Chennai avec Dabrowski, lors de son premier tournoi après 1 an de blessure,,.
Au WTA 1000 à Guadajalara, jouant avec Storm Sanders, elle a atteint la finale, revenant ainsi dans le top 100, et réalisant une finale brésilienne sans précédent en WTA 1000 avec Beatriz Haddad Maia. Lors de la finale, tenue le même jour, elle remporte son deuxième titre WTA 1000, sur le score serré de 7-64, 62-7, 10-8.

### 2023
En janvier 2023, elle remporte l'Open d'Australie 2023 en double mixte au côté de son compatriote Rafael Matos.
Après l'Open d'Australie, Luisa Stefani a remporté le WTA 500 à Abu Dhabi avec Zhang Shuai, revenant dans le top 30 mondial en double. Après deux sorties au premier tour avec Anna Danilina, Stefani a annoncé qu'elle retrouverait Dabrowski lors des deux prochains tournois. Le duo a ensuite atteint les quarts de finale d'Indian Wells. Stefani et Dabrowski ont également atteint les quarts de finale de la WTA 1000 à Madrid et le troisième tour de Roland-Garros.
Plus tard, jouant avec Caroline Garcia, Stefani a remporté le WTA 500 à Berlin, atteignant la 14e place du classement WTA en double.
Luisa Stefani a réalisé la meilleure campagne de sa vie à Wimbledon. Avec Garcia, elle a battu les têtes de série no 6 Fernandez/Townsend et l'ancienne no 1 mondiale du double Tímea Babos, qui a joué aux côtés de Kirsten Flipkens, pour atteindre les quarts de finale, où elles ont perdu contre le duo champion du double de Wimbledon 2019, Hsieh Su-wei/Barbora Strýcová.

## Palmarès

### Titres en double dames
| No | Date       | Nom et lieu du tournoi                                | Catégorie | Dotation    | Surface      | Partenaire         | Finalistes                             | Score              |          |
| -- | ---------- | ----------------------------------------------------- | --------- | ----------- | ------------ | ------------------ | -------------------------------------- | ------------------ | -------- |
| 1  | 23-09-2019 | Tachkent Open Tachkent                                | Intern'l  | 226 750 $   | Dur (ext.)   | Hayley Carter      | Dalila Jakupović Sabrina Santamaria    | 6-3, 7-64          | Parcours |
| 2  | 10-08-2020 | The Top Seed Open by Bluegrass Orthopaedics Lexington | Intern'l  | 202 250 $   | Dur (ext.)   | Hayley Carter      | Marie Bouzková Jil Teichmann           | 6-1, 7-5           | Parcours |
| 3  | 09-08-2021 | National Bank Open Montréal                           | WTA 1000  | 1 835 490 $ | Dur (ext.)   | Gabriela Dabrowski | Darija Jurak Andreja Klepač            | 6-3, 6-4           | Parcours |
| 4  | 12-09-2022 | Chennai Open Chennai                                  | WTA 250   | 251 750 $   | Dur (ext.)   | Gabriela Dabrowski | Anna Blinkova Natela Dzalamidze        | 6-1, 6-2           | Parcours |
| 5  | 17-10-2022 | Guadalajara Open Akron Guadalajara                    | WTA 1000  | 2 527 250 $ | Dur (ext.)   | Storm Sanders      | Anna Danilina Beatriz Haddad Maia      | 7-64, 62-7, [10-8] | Parcours |
| 6  | 09-01-2023 | Adélaïde International 2 Adélaïde                     | WTA 500   | 780 637 $   | Dur (ext.)   | Taylor Townsend    | A. Pavlyuchenkova Elena Rybakina       | 7-5, 7-63          | Parcours |
| 7  | 06-02-2023 | Mubadala Abu Dhabi Open Abou Dabi                     | WTA 500   | 780 637 $   | Dur (ext.)   | Zhang Shuai        | Shuko Aoyama Chan Hao-ching            | 3-6, 6-2, [10-8]   | Parcours |
| 8  | 19-06-2023 | Bett1Open Berlin                                      | WTA 500   | 780 637 $   | Gazon (ext.) | Caroline Garcia    | Kateřina Siniaková Markéta Vondroušová | 4-6, 7-68, [10-4]  | Parcours |
| 9  | 11-02-2024 | Qatar TotalEnergies Open Doha                         | WTA 1000  | 3 211 715 $ | Dur (ext.)   | Demi Schuurs       | Caroline Dolehide Desirae Krawczyk     | 6-4, 6-2           | Parcours |
| 10 | 27-01-2025 | Upper Austria Ladies Linz Linz                        | WTA 500   | 1 064 510 $ | Dur (int.)   | Tímea Babos        | Lyudmyla Kichenok Nadiia Kichenok      | 3-6, 7-5, [10-4]   | Parcours |
| 11 | 18-05-2025 | Internationaux de Strasbourg Strasbourg               | WTA 500   | 1 064 510 $ | Terre (ext.) | Tímea Babos        | Guo Hanyu N. Melichar-Martinez         | 6-3, 64-7, [10-7]  | Parcours |

### Finales en double dames
| No | Date       | Nom et lieu du tournoi                      | Catégorie | Dotation    | Surface      | Vainqueures                     | Partenaire         | Score             |          |
| -- | ---------- | ------------------------------------------- | --------- | ----------- | ------------ | ------------------------------- | ------------------ | ----------------- | -------- |
| 1  | 16-09-2019 | KEB Hana Bank Korea Open Séoul              | Intern'l  | 226 750 $   | Dur (ext.)   | Lara Arruabarrena Tatjana Maria | Hayley Carter      | 7-67, 3-6, [10-7] | Parcours |
| 2  | 20-09-2020 | Internationaux de Strasbourg Strasbourg     | Intern'l  | 225 500 $   | Terre (ext.) | Nicole Melichar Demi Schuurs    | Hayley Carter      | 6-4, 6-3          | Parcours |
| 3  | 19-10-2020 | J&T Banka Ostrava Open Ostrava              | Premier   | 528 500 $   | Dur (int.)   | Elise Mertens Aryna Sabalenka   | Gabriela Dabrowski | 6-1, 6-3          | Parcours |
| 4  | 06-01-2021 | Abu Dhabi WTA Women's Tennis Open Abou Dabi | WTA 500   | 565 530 $   | Dur (ext.)   | Shuko Aoyama Ena Shibahara      | Hayley Carter      | 7-65, 6-4         | Parcours |
| 5  | 22-02-2021 | Adelaide International Adélaïde             | WTA 500   | 535 530 $   | Dur (ext.)   | Alexa Guarachi Desirae Krawczyk | Hayley Carter      | 64-7, 6-4, [10-3] | Parcours |
| 6  | 23-03-2021 | Miami Open presented by Itaú Miami          | WTA 1000  | 3 260 190 $ | Dur (ext.)   | Shuko Aoyama Ena Shibahara      | Hayley Carter      | 6-2, 7-5          | Parcours |
| 7  | 02-08-2021 | Mubadala Silicon Valley Classic San José    | WTA 500   | 565 530 $   | Dur (ext.)   | Darija Jurak Andreja Klepač     | Gabriela Dabrowski | 6-1, 7-5          | Parcours |
| 8  | 16-08-2021 | Western & Southern Open Cincinnati          | WTA 1000  | 2 114 989 $ | Dur (ext.)   | Samantha Stosur Zhang Shuai     | Gabriela Dabrowski | 7-5, 6-3          | Parcours |

### Titre en double mixte
| No | Date       | Nom et lieu du tournoi    | Catégorie | Dotation | Surface    | Partenaire   | Finalistes                | Score    |          |
| -- | ---------- | ------------------------- | --------- | -------- | ---------- | ------------ | ------------------------- | -------- | -------- |
| 1  | 16-01-2023 | Australian Open Melbourne | G. Chelem | NC       | Dur (ext.) | Rafael Matos | Sania Mirza Rohan Bopanna | 7-6, 6-2 | Parcours |

### Finale en double mixte
| No | Date       | Nom et lieu du tournoi      | Catégorie | Dotation | Surface      | Vainqueures                    | Partenaire    | Score      |          |
| -- | ---------- | --------------------------- | --------- | -------- | ------------ | ------------------------------ | ------------- | ---------- | -------- |
| 1  | 01-07-2025 | The Championships Wimbledon | G. Chelem | NC       | Gazon (ext.) | Kateřina Siniaková Sem Verbeek | Joe Salisbury | 7-63, 7-63 | Parcours |

### Titres en double en WTA 125
| No | Date       | Nom et lieu du tournoi                 | Catégorie | Dotation  | Surface      | Partenaire             | Finalistes                     | Score             |          |
| -- | ---------- | -------------------------------------- | --------- | --------- | ------------ | ---------------------- | ------------------------------ | ----------------- | -------- |
| 1  | 11-11-2019 | Oracle Challenger Series Houston       | WTA 125   | 150 000 $ | Dur (ext.)   | Ellen Perez            | Sharon Fichman Ena Shibahara   | 1-6, 6-4, [10-5]  | Parcours |
| 2  | 27/01/2020 | Oracle Challenger Series Newport Beach | WTA 125   | 150 000 $ | Dur (ext.)   | Hayley Carter          | Marie Benoit Jessika Ponchet   | 6-1, 6-3          | Parcours |
| 3  | 22-11-2022 | Montevideo Open Montevideo             | WTA 125   | 115 000 $ | Terre (ext.) | Ingrid Gamarra Martins | Quinn Gleason Elixane Lechemia | 7-5, 66-7, [10-6] | Parcours |

### Finale en double en WTA 125
| No | Date       | Nom et lieu du tournoi             | Catégorie | Dotation  | Surface      | Vainqueures                          | Partenaire    | Score            |          |
| -- | ---------- | ---------------------------------- | --------- | --------- | ------------ | ------------------------------------ | ------------- | ---------------- | -------- |
| 1  | 03-05-2021 | L'Open 35 de Saint-Malo Saint-Malo | WTA 125   | 115 000 $ | Terre (ext.) | Kaitlyn Christian Sabrina Santamaria | Hayley Carter | 7-6, 4-6, [10-5] | Parcours |

## Parcours en Grand Chelem

### En simple dames
N'a jamais participé à un tableau final.

### En double dames
| Année | Open d'Australie                                                                   | Open d'Australie                                                                 | Internationaux de France                                                         | Internationaux de France                                                              | Wimbledon                                                                          | Wimbledon | US Open | US Open |
| ----- | ---------------------------------------------------------------------------------- | -------------------------------------------------------------------------------- | -------------------------------------------------------------------------------- | ------------------------------------------------------------------------------------- | ---------------------------------------------------------------------------------- | --------- | ------- | ------- |
| 2019  | —                                                                                  | —                                                                                | 1er tour (1/32) A. Sharma \|\| style="text-align:left;" \| M. Puig S. Rogers     | —                                                                                     | —                                                                                  | —         | —       |         |
| 2020  | 1/8 de finale H. Carter \|\| style="text-align:left;" \| G. Dabrowski J. Ostapenko | 1/8 de finale H. Carter \|\| style="text-align:left;" \| S. Aoyama E. Shibahara  | Annulé                                                                           | Annulé                                                                                | 1/4 de finale H. Carter \|\| style="text-align:left;" \| N. Melichar Xu Y.         |           |         |         |
| 2021  | 1/8 de finale H. Carter \|\| style="text-align:left;" \| S. Aoyama E. Shibahara    | —                                                                                | —                                                                                | 1er tour (1/32) H. Carter \|\| style="text-align:left;" \| A. Krunić N. Stojanović    | 1/2 finale G. Dabrowski \|\| style="text-align:left;" \| C. Gauff C. McNally       |           |         |         |
|       |                                                                                    |                                                                                  |                                                                                  |                                                                                       |                                                                                    |           |         |         |
| 2023  | —                                                                                  | —                                                                                | 1/8 de finale G. Dabrowski \|\| style="text-align:left;" \| D. Gálfi K. Piter    | 1/4 de finale C. Garcia \|\| style="text-align:left;" \| Hsieh S.-w. B. Strýcová      | 1/2 finale J. Brady \|\| style="text-align:left;" \| L. Siegemund V. Zvonareva     |           |         |         |
| 2024  | 1/4 de finale D. Schuurs \|\| style="text-align:left;" \| Hsieh S.-w. E. Mertens   | —                                                                                | —                                                                                | 1er tour (1/32) D. Schuurs \|\| style="text-align:left;" \| T. Mihalíková O. Nicholls | 1/4 de finale D. Schuurs \|\| style="text-align:left;" \| K. Siniaková T. Townsend |           |         |         |
| 2025  | 2e tour (1/16) P. Stearns \|\| style="text-align:left;" \| K. Mladenovic Zhang S.  | 1/8 de finale T. Babos \|\| style="text-align:left;" \| K. Siniaková T. Townsend | 1/4 de finale T. Babos \|\| style="text-align:left;" \| K. Siniaková T. Townsend |                                                                                       |                                                                                    |           |         |         |

N.B. : le nom de la partenaire se trouve sous le résultat ; le nom des ultimes adversaires se trouve à droite.

### En double mixte
| Année | Open d'Australie                                                                 | Open d'Australie    | Internationaux de France                                                       | Internationaux de France                                                            | Wimbledon                                                                            | Wimbledon | US Open | US Open |
| ----- | -------------------------------------------------------------------------------- | ------------------- | ------------------------------------------------------------------------------ | ----------------------------------------------------------------------------------- | ------------------------------------------------------------------------------------ | --------- | ------- | ------- |
| 2021  | 2e tour (1/8) B. Soares \|\| style="text-align:left;" \| S. Stosur M. Ebden      | —                   | —                                                                              | 2e tour (1/16) M. Demoliner \|\| style="text-align:left;" \| H. Carter S. Gillé     | 1er tour (1/16) M. Melo \|\| style="text-align:left;" \| G. Dabrowski M. Daniell     |           |         |         |
|       |                                                                                  |                     |                                                                                |                                                                                     |                                                                                      |           |         |         |
| 2023  | Victoire R. Matos                                                                | S. Mirza R. Bopanna | 1/4 de finale R. Matos \|\| style="text-align:left;" \| M. Kato T. Pütz        | 1er tour (1/16) R. Matos \|\| style="text-align:left;" \| L. Samsonova A. Vavassori | 1er tour (1/16) J. Salisbury \|\| style="text-align:left;" \| T. Townsend B. Shelton |           |         |         |
| 2024  | 1er tour (1/16) R. Matos \|\| style="text-align:left;" \| H. Watson J. Salisbury | —                   | —                                                                              | 1er tour (1/16) R. Matos \|\| style="text-align:left;" \| D. Krawczyk N. Skupski    | 1er tour (1/16) R. Matos \|\| style="text-align:left;" \| K. Siniaková J. Peers      |           |         |         |
| 2025  | —                                                                                | —                   | 2e tour (1/8) M. Gonzalez \|\| style="text-align:left;" \| Zhang S. M. Arévalo | Finale J. Salisbury                                                                 | K. Siniaková S. Verbeek                                                              |           |         |         |

N.B. : le nom du partenaire se trouve sous le résultat ; le nom des ultimes adversaires se trouve à droite.

## Parcours aux Jeux olympiques

### En double dames
| # | Date       | Nom de l'olympiade         | Surface             | Résultat      | Partenaire          | Ultimes adversaires                | Score          |          |
| - | ---------- | -------------------------- | ------------------- | ------------- | ------------------- | ---------------------------------- | -------------- | -------- |
| 1 | 01/08/2021 | Olympic Tennis Event Tokyo | Dur (ext.)          | Bronze        | Laura Pigossi       | Veronika Kudermetova Elena Vesnina | 4-6, 6-4, 11-9 | Parcours |
| 2 | 27/07/2024 | Olympic Tennis Event Paris | Terre battue (ext.) | 2e tour (1/8) | Beatriz Haddad Maia | Katie Boulter Heather Watson       | 6-3, 6-4       | Parcours |

### En double mixte
| # | Date       | Nom de l'olympiade         | Surface             | Résultat       | Partenaire          | Ultimes adversaires        | Score            |          |
| - | ---------- | -------------------------- | ------------------- | -------------- | ------------------- | -------------------------- | ---------------- | -------- |
| 1 | 27/07/2024 | Olympic Tennis Event Paris | Terre battue (ext.) | 1er tour (1/8) | Thiago Seyboth Wild | Zheng Qinwen Zhang Zhizhen | 3-6, 6-3, [10-8] | Parcours |

## Classements WTA en fin de saison
| Année          | 2016 | 2017 | 2018 | 2019 | 2020 | 2021 | 2022 | 2023 | 2024 |
| Rang en simple | 692  | 567  | 753  | 540  | 727  | 864  | –    | –    | –    |
| Rang en double | 322  | 217  | 215  | 75   | 33   | 10   | 55   | 18   | 28   |

Source : (en) Classements de Luisa Stefani sur le site officiel de la Fédération internationale de tennis